# Staphida
Staphida är ett av tre fågelsläkten yuhinor i familjen glasögonfåglar inom ordningen tättingar. 

## Arter i släktet
Släktet omfattar endast tre arter i södra Asien och Sydostasien från Himalaya till Borneo:
- Brunnackad yuhina (Staphida castaniceps)
- Kastanjenackad yuhina (Staphida torqueola)
- Borneoyuhina (Staphida everetti)

## Släktestillhörighet
Traditionellt placeras alla yuhinorna i släktet Yuhina, men DNA-studier från 2018 visar att de inte är varandras närmaste släktingar. Istället formar de tre grupper som successivt är släkt med resten av familjen glasögonfåglar. Tongivande International Ornithological Congress (IOC) har följaktligen delat upp Yuhina i tre släkten: Staphida, Parayuhina för diademyuhinan och resterande arter i Yuhina i begränsad mening. Även eBird/Clements har följt denna indelning i sin lista från 2021.

## Familjetillhörighet
Yuhinorna behandlades tidigare som en del av familjen timalior, men är närmare släkt med glasögonfåglarna och förs numera till den familjen. 